# Слободанка Латиновић
Слободанка Боба Латиновић (1. мај 1976) српска је водитељка и гласовна глумица. Позната је по улогама Скоро сасвим обична прича, Волим те највише на свету и Шесто чуло.

## Лични живот
Рођена је 1. маја 1976. године у Новом Саду. Отац јој је адвокат, а мајка економиста. У школи је ишла на бројне активности, међу којима су и драмска секција, спортови, ритмика, балет, латиноамерички плес, одбојка, пливање и многе друге. На телевизији је радила емисију Зврк. Са четрнаест година почиње да ради на Телевизији Нови Сад. Редакције су биле у Српском народном позоришту, када је за време паузе гледала пробе и тада је одлучила да жели да буде редитељ. На крају осмог разреда, у саставу из српског језика, то је и написала. У средњој школи постала је члан драмске секције, где се обесхрабрила јер је чула да на режију примају само људе који су нешто већ студирали, старије и искусније. У међувремену, схватила је да јој се свиђа и глума.
На трећој години академије, прва премијера јој је била Снежна краљица, у улози Герде. У то време већ је радила у позоришту Бошко Буха. Многи искуснији глумци су је тада уочили и после три године, у Народном позоришту, су је препознали и понудили јој стипендију.
Дипломирала је 2004. године, на Факултету драмских уметности, са монодрамом Некад. А сад?, који је њен ауторски рад заснован на дневнику Милице Стојадиновић Српкиње, У Фрушкој гори, 1854.

## Филмографија
| Год.    | Назив                     | Улога            |
| ------- | ------------------------- | ---------------- |
| 2000-те |                           |                  |
| 2002.   | Породично благо           | Александра       |
| 2002.   | Заједничко путовање       | Комшиница        |
| 2002.   | Подијум                   |                  |
| 2003.   | М(ј)ешовити брак          |                  |
| 2003.   | Скоро сасвим обична прича | Марија           |
| 2003.   | Волим те највише на свету | Дада             |
| 2008.   | Био за изгубљене ствари   | Шехерезада       |
| 2010-те |                           |                  |
| 2010.   | Шесто чуло                | Ивана Хадзиманов |
| 2010.   | Гласови                   |                  |
| 2010.   |                           |                  |

## Представе
| Представа                | Улога    |
| ------------------------ | -------- |
| Снежна краљица           | Герда    |
| Хoбит                    | Гoлум    |
| Кoруслајн                | Џуди     |
| Maла Сирeна              | Краљица  |
| Снежана и седам патуљака | Огледало |

## Награде
Године 2006, поводом 56. рођендана позоришта Бошко Буха, као и Светског дана позоришта, додељена јој је награда Гита Предић Нушић, за најбоље глумачко остварење, за улогу Огледала, у представи Снежана и седам патуљака. Године 2009. добила је награду за најбољу глумицу, за улогу Краљице, у Малој Сирени.